# Håll käft!
Håll käft! (franska: Tais-toi!) är en fransk långfilm från 2003 i regi av Francis Veber, med Gérard Depardieu, Jean Reno, Richard Berry och André Dussollier i rollerna.

## Handling
Ruby är en målmedveten, tystlåten och smart skurk. Quentin är en naiv, pratglad klantskalle som gör alla i sin omgivning galna bara genom att försöka vara trevlig. När de rymmer från fängelset och dårhuset med varsin plan går det över stock och sten. Man bjuds på slagsmål, action och bovar i en intensiv jakt på pengar - hela tiden med polisen i hälarna.

## Rollista
| Gérard Depardieu   | – Quentin              |
| Jean Reno          | – Ruby                 |
| Richard Berry      | – Vernet               |
| André Dussollier   | – Le psychiatre prison |
| Jean-Pierre Malo   | – Vogel                |
| Jean-Michel Noirey | – Lambert              |
| Laurent Gamelon    | – Mauricet             |
| Aurélien Recoing   | – Rocco                |
| Vincent Moscato    | – Raffi                |
| Ticky Holgado      | – Martineau            |
| Michel Aumont      | – Nosberg              |
| Leonor Varela      | – Katia / Sandra       |
| Loic Brabant       | – Jambier              |
| Arnaud Cassand     | – Bourgoin             |
| Edgar Givry        | – Visinet              |